# أندرياس كوكسيس
أندرياس كوكسيس (بالمجرية: Kocsis András)‏ هو دبلوماسي مجري، ولد في 12 أكتوبر 1978 في Sümeg ‏ في المجر.
1. ↑   https://zoek.officielebekendmakingen.nl/stcrt-2024-1745.html. {{استشهاد ويب}}: |url= بحاجة لعنوان (مساعدة) والوسيط |title= غير موجود أو فارغ (من ويكي بيانات) (مساعدة)